# Fantomas (film, 1964)
Fantomas (francouzsky Fantômas) je francouzská kriminální a fantasy komedie s hororovými prvky z roku 1964 režiséra Andrého Hunebella. Film vypráví příběh o podivném a velmi tajemném zlodušském vědci a vynálezci Fantomasovi, který s kamennou tváří páchá zločiny a terorizuje lidstvo, v tomto případě se jedná o obyvatelstvo Paříže.
Po Fantomasovi (Jean Marais) tak pátrá nejen francouzský tisk, zde konkrétně nejpodrobněji novinář Fandor (Jean Marais), ale i pařížská kriminální policie v čele s komisařem Juvem (Louis de Funès). Jde o první a patrně i nejúspěšnější filmovou spolupráci dvojice Louis de Funès a Jean Marais.
Jedná se o první snímek z filmové trilogie, která byla ve Francii o Fantomasovi natočena v 60. letech 20. století, nicméně v celkovém kontextu francouzské kinematografie se jedná již o desátý film natočený na toto téma.
Další pokračování se jmenuje Fantomas se zlobí (1965).

## Děj
Zločinec, který si říká Fantomas a má na svědomí několik zločinů, spáchá odvážnou loupež v prestižním pařížském klenotnictví právě v den, kdy komisař Juve oznámí jeho zatčení. Fandor, novinář z deníku Le Point du Jour a snoubenku Hélène, se rozhodne tuto podivnou postavu, která se vždy objevuje v masce nebo převleku, prozkoumat. Domnívá se, že je pouhým výmyslem policie, která se chce předvést. Aby to dokázal, zveřejní v deníku, který ho zaměstnává, falešný rozhovor se zločincem. Rozzuřený Fantomas nechá novináře unést a nařídí mu, aby odhalil svůj podvod v novém článku, který musí do 48 hodin zveřejnit. Jakmile je však propuštěn, komisař Juve Fandora zatkne. Ve vazbě je bez Fandorova vědomí zveřejněn nový článek, který je sotva pochvalnější než ten předchozí. Zločinec novináře znovu unese a vězní ho ve svém tajném doupěti, které střeží jeho nohsledi a lady Belthamová, jeho tajemná společnice.
Juve chce Fantomase dopadnout, a tak na něj nastraží past. Na titulní straně deníku Le Point du Jour vyzývá kriminálníky, když oznamuje, že na terase Martini na Champs-Élysées budou defilovat modely ozdobené největšími pařížskými šperkaři. Fantomas se však v přestrojení za Fandora zmocní šperků poté, co donutí policisty ve službě vdechnout uspávací plyn. Zároveň unese Hélène, do které je zamilovaný a kterou chce svést. Utíká ve vrtulníku, zatímco Juve ho pronásleduje po střechách a pak se drží jeřábu a padá na hromadu písku na nedalekém staveništi.
Pro Juveho jsou Fandor a Fantomas jedno a totéž. Ten však vystřílí průčelí kina a poté přepadne klienty kasina, tentokrát v přestrojení za komisaře. Juve je zesměšněn a zmaten mnoha svědky a je uvězněn. Lady Belthamová, která se díky Fandorově lsti dozví o Fantomasově nevěře, se pomstí a osvobodí oba snoubence. Inspektor Bertrand, Juveho zástupce, je však přesvědčen o Fandorově spolčení s Fantomasem a nechá ho uvěznit spolu s komisařem. Starý strážce jim pomůže utéct, odveze je z Paříže a naloží je do auta. Je to Fantomas, kdo se jich chce v novém převleku zbavit. Bertrand si uvědomí, že udělal chybu, a zahájí pátrání. Tři policisté na motorce pronásledují Fantomase, jehož vozidlo vybavené přístroji dva z nich zneškodní. Fandor zasáhne Fantomase a způsobí nehodu. Zloduch však unikne a ujede na motorce posledního policisty, který je po pádu v bezvědomí. Juve a Fandor pronásledují Fantomase v nákladním vlaku, v autě a poté vrtulníkem u pobřeží, kde se na člunu vydal na moře. Z vrtulníku je Juve vysazen na ponorku, kde se zločinec právě zavřel a která se po chvíli potopí do moře. Zachráněn v krajní nouzi Fandorem a Hélène, inspektor slíbí, že Fantomase chytí.

## Kaskadérské kousky
Rémy Julienne, francouzský motokrosový šampion z roku 1957, byl v roce 1964 najat Gilem Delamarem (známým kaskadérem a koordinátorem speciálních efektů), aby během závěrečné honičky předvedl kaskadérské kousky na motorce a předjel Jeana Maraise. Většinu kaskadérských kousků si však herec dělal sám.
Jean Sunny (kaskadér specializující se na dvoukolová vozidla) souhlasil s účastí ve filmu pouze v závratné sekvenci, kdy auto bez brzd sjíždí z prudkého kopce. Scéna se natáčela na Col de l'Espigoulier poblíž Aubagne a Cassis a na Col Sainte-Anne mezi Allauch a Mimet.
Louis de Funès nechtěl vypadat fyzicky méněcenný než Jean Marais, a tak skočil z mostu do jedoucího vlaku. Kaskadérský kousek, který řídil Gil Delamare, proběhl bez nehod. Během scény, kdy je zavěšen na jeřábu nad Paříží, se však zranil. Přestože se nacházel pouze jeden metr nad zemí, "některé nervové kmeny, které se tímto dlouhým visením protáhly, způsobily ochrnutí ramenních svalů". Trvalo několik let, než se herci vrátily některé z jeho schopností.

## Výdělek
Se 4,5 miliony diváků v kinech se film stal jedním z největších úspěchů roku 1964, roku všech úspěchů Louise de Funèse, jehož popularitu definitivně potvrdil Četník ze Saint-Tropez.
Film v SSSR vidělo 60 milionů diváků, čímž se zařadil na 77. místo v sovětských pokladnách všech dob. Vzhledem k jeho úspěchu, svého času se uvažovalo o uvedení Fantomase v Moskvě.

## Obsazení
| Jean Marais         | Fantomas, novinář Fandor, lord Shelton |
| Louis de Funès      | komisař Juve                           |
| Mylène Demongeotová | Helena, Fandorova snoubenka            |
| Jaques Dynam        | inspektor Bertrand                     |
| Robert Dalban       | ředitel novin                          |
| Marie-Hélène Arnaud | lady Belthamová                        |
| Anne-Marie Peysson  | hlasatelka                             |
| Christian Toma      | inspektor                              |
| Michel Duplaix      | inspektor Léon                         |
| Henri Attal         | Fantomasův bodyguard                   |
| Dominique Zardi     | Fantomasův bodyguard                   |

## Tvůrčí tým
- režie: André Hunebelle
- námět: Pierre Souvestre a Marcel Allain (původní novela)
- kamera: Marcel Grignon
- hudba: Michel Magne
- výprava-architekt: Paul-Louis Boutié
- střih: Jean Feyte
- zvuk: René-Christian Forget